# Brad Gushue
Bradley Raymond "Brad" Gushue (16 juin, 1980 à Saint-Jean (Terre-Neuve-et-Labrador)) est un curler canadien. Gushue avec ses coéquipiers Russ Howard, Mark Nichols, Jamie Korab et Mike Adam représente le Canada aux Jeux olympiques d'hiver de 2006, et gagne la médaille d'or. Onze années plus tard, le 9 avril 2017, il remporte le titre mondial à Edmonton avec Mark Nichols, Brett Gallant et Geoff Walker en battant la Suède skippée par Niklas Edin, 4-2 en finale. Gushue est le premier skipper à remporter la médaille d'or aux championnats du monde junior (2001), aux Jeux olympiques (2006), et aux championnats du monde senior (2017). Il est médaillé d'argent au Championnat du monde de curling en 2018, 2022 et 2023.
Aux Jeux olympiques, en plus d'avoir remporté l'or à Turin en 2006, il remporte une médaille de bronze à Pékin en 2022.